# Rosenlundsskogens naturreservat

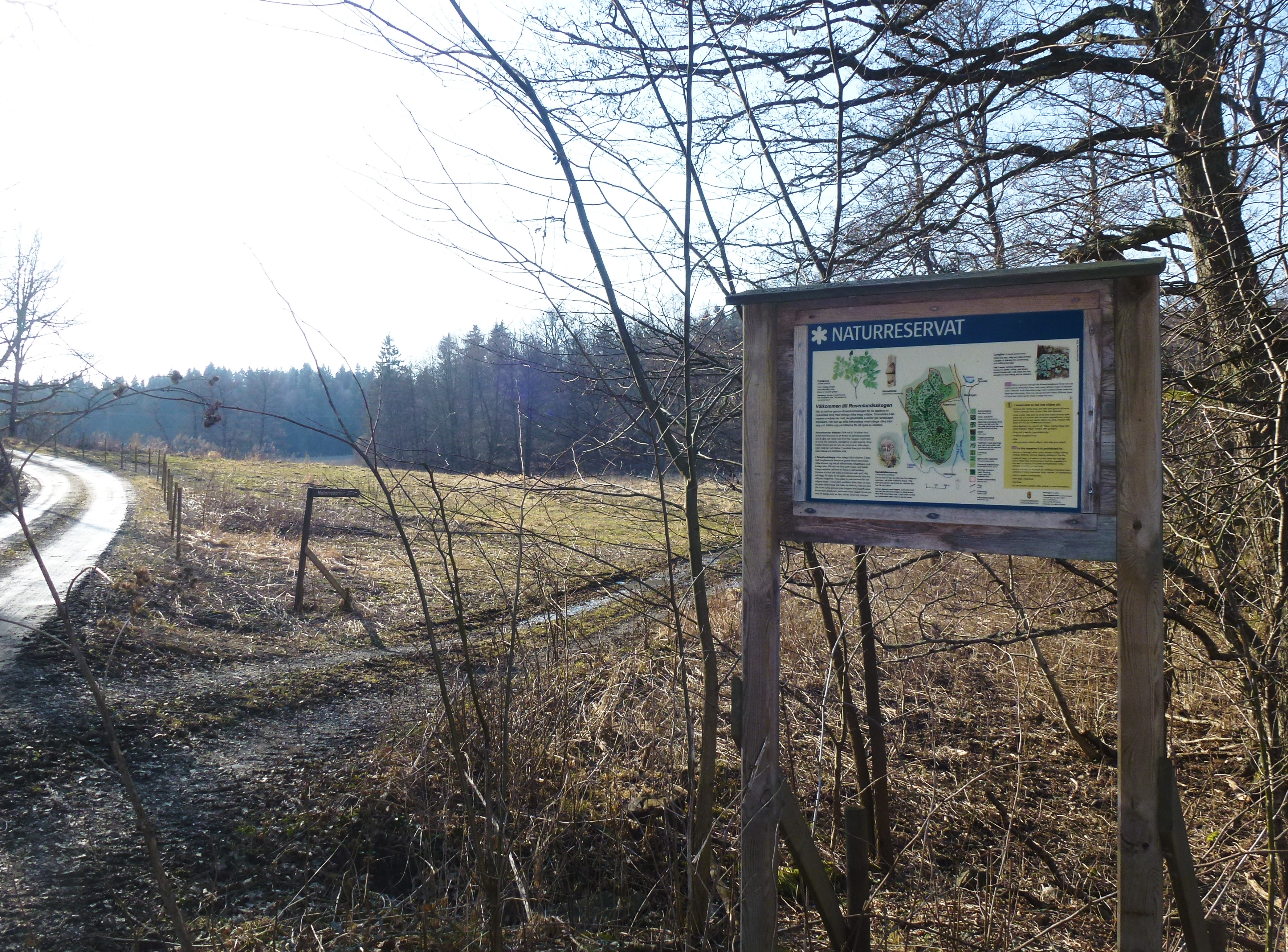
Reservatsgränsen vid sjön Maren.

Rosenlundsskogens naturreservat ligger strax söder om Djursnäs gård i Ösmo socken vid östra sidan av Fållnäsviken i Nynäshamns kommun, Stockholms län. Naturreservatet bildades år 2004 och omfattar ett område av 35 hektar land. Markägaren är enskild och reservatsförvaltare är länsstyrelsen i Stockholms län.

## Beskrivning
Lättast når man reservatet med bil. Söder om Stora Vika följer man väg 573, svänger av mot Djursnäs gård och kör förbi den lilla sjön Maren. Rosenlundsskogens naturreservat ligger direkt sydväst om sjön och består av ett nästan orört skogsområde. Marken är kuperad med blockrika slänter och typisk för Södertörn. Reservatet omges av åkermark som brukas av Djursnäs. I skogen påträffar besökaren ett flertal olika miljöer och skogstyper, bland annat alstrandskog, alsumpskog, ek-hassellund och hällmarker med tall och inslag av gammal ek samt mängder med död ved. Den stora variationen gör att Rosenlundsskogen har en artrik flora och fauna.

## Bilder

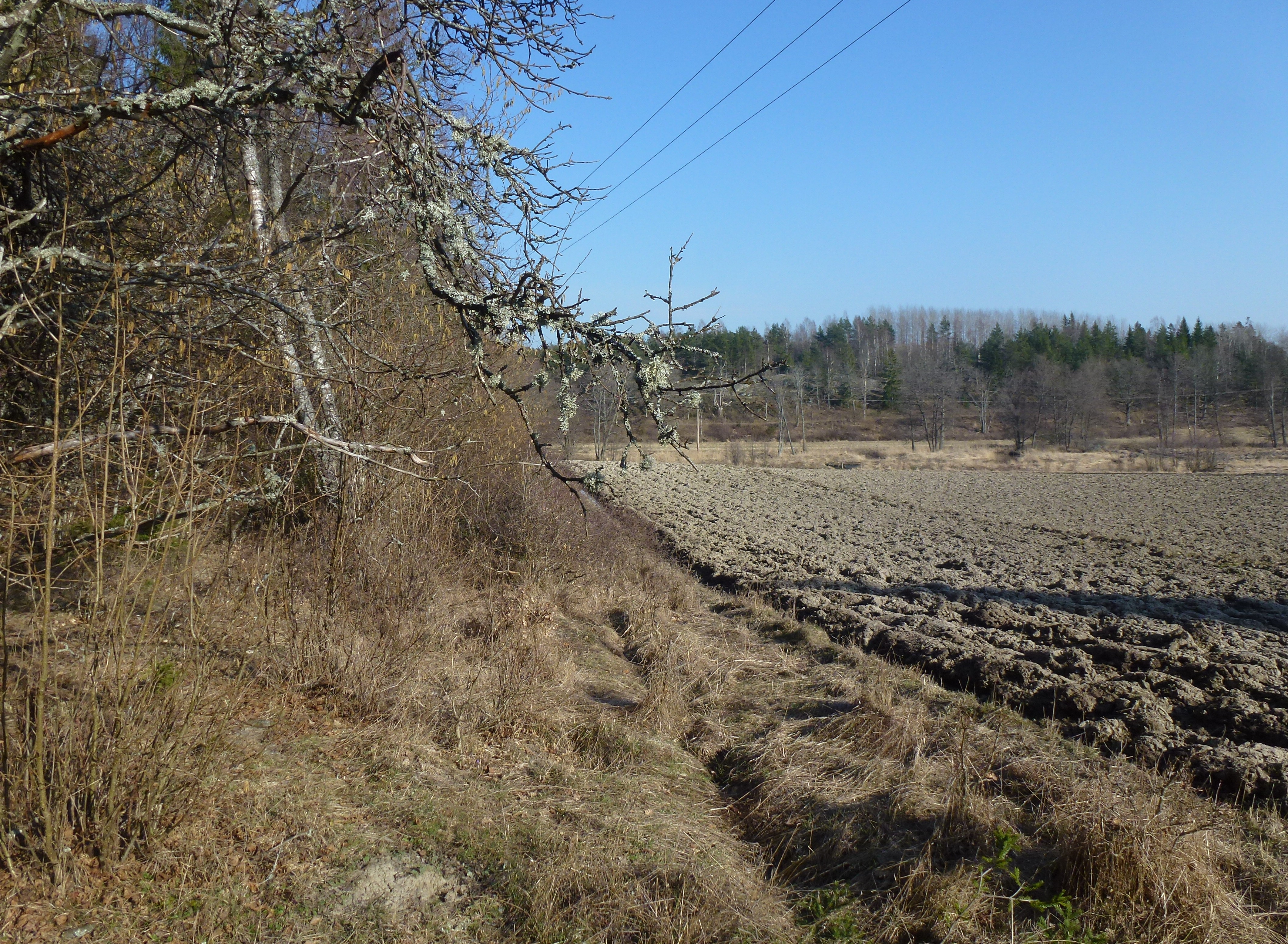
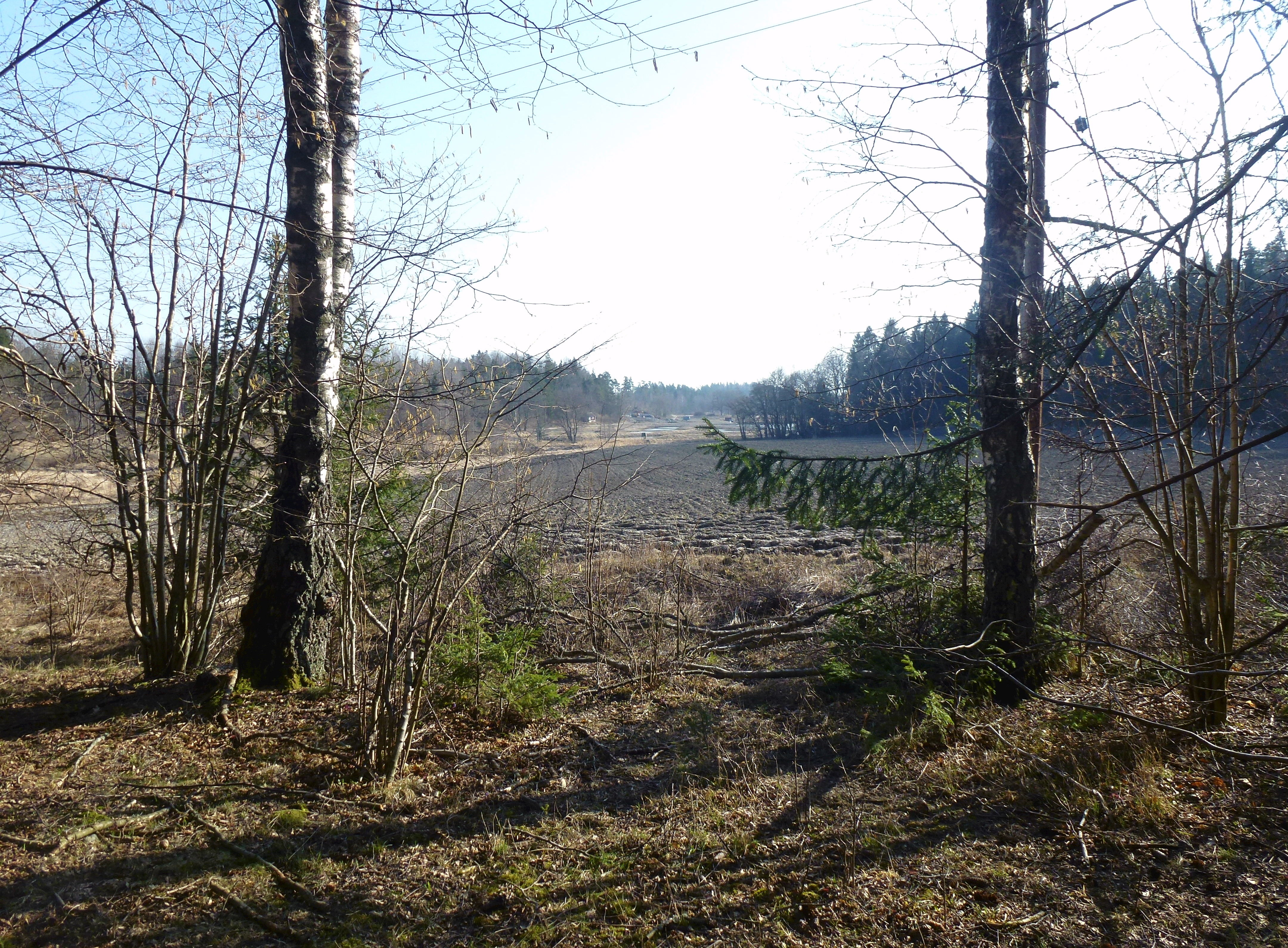
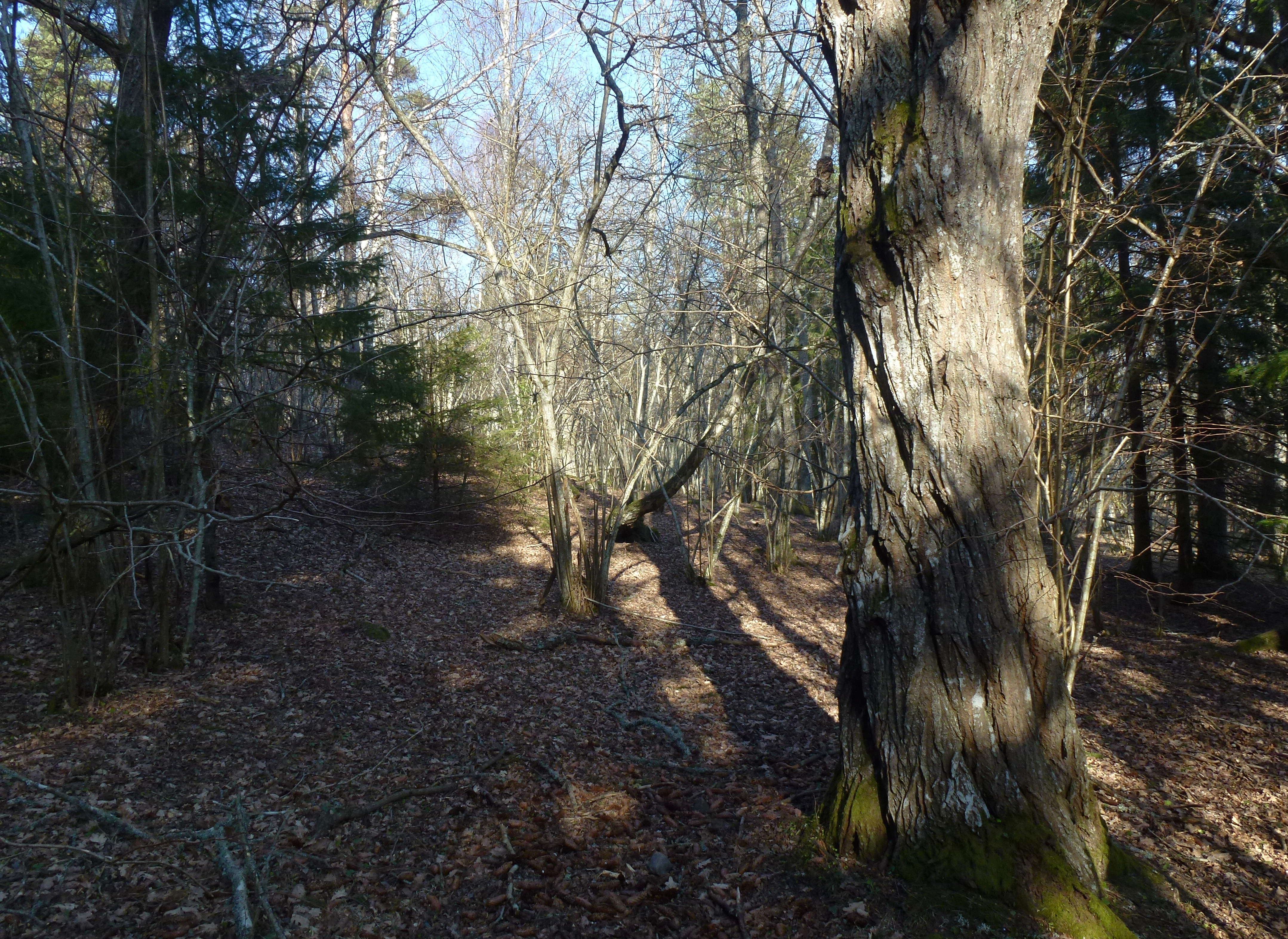